# Cremastus amabilis
Cremastus amabilis là một loài tò vò trong họ Ichneumonidae.